# زلوود (فلوریدا)
زلوود (به انگلیسی: Zellwood) یک منطقهٔ مسکونی در ایالات متحده آمریکا است که در شهرستان اورنج، فلوریدا واقع شده‌است. زلوود ۱۰٫۶ کیلومتر مربع مساحت و ۲٬۸۱۷ نفر جمعیت دارد و ۳۰ متر بالاتر از سطح دریا واقع شده‌است.